# 小海女
《小海女》（日语： ama chan */?）是日本放送協會（NHK）於2013年上半年播出的晨間劇，是歷年以來第88部作品，由能年玲奈主演。這部電視劇除了在NHK綜合頻道播出之外，也提前於NHK BS Premium播出。
台灣緯來日本台於同年11月11日至2014年1月21日止，每週一至週五晚間8點至10點播出。香港無線電視J2台於2014年7月6日起逢星期六，星期日晚上6點05分播映。

## 製作發展

### 概要
2012年，日本放送協會（NHK）在6月4日舉辦記者招待會，公布製作第88部晨間劇《小海女》的消息。當時NHK正在播放第86部晨間劇《小梅醫生》，第87部《純與愛》亦將於同年10月開始播放。在記者會上，除了故事大綱外，亦公布該劇的編劇為宮藤官九郎。這是宮藤官九郎首次撰寫NHK的電視劇劇本。此外，當時正舉辦女主角的選角會。
同年7月26日，NHK公布女主角天野秋（天野アキ）人選，為初次主演電視劇的能年玲奈。能年在選角會中從1,953名報名者中脫穎而出。該劇總製作人訓霸圭表示她「水汪汪，十分清新。給人閃閃發光且清爽的印象。笨拙而充滿能量這一點跟女主角正合適」。這次選角會是近年少見的，因為《鬼太郎的老婆》《太陽公公》《小梅醫生》等前幾部在4月至9月播放的晨間劇都並非經甄選會決定主角人選。
《小海女》由2012年10月18日起在岩手縣久慈市開始拍攝，在翌年（2013年）8月1日殺青，拍攝時期合共約10個月。
該劇故事由「故鄉篇」和「東京篇」兩大部份組成。前半部份「故鄉篇」以東北地方三陸海岸岩手縣中的虛構城市「北三陸市」為舞台，內向的主角跟隨母親到北三陸，然後追隨外祖母的腳步，成為一名海女。主角在不知不覺間成為在地偶像。後半部份「東京篇」則描述主角回到東京，加入了聚集全國47都道府縣的在地偶像的偶像組合「GMT47」後的奮鬥故事。此外，在故事後半，將會加入跟在2011年3月11日發生的東日本大震災有關的情節。電視劇原文名稱除了「小海女」（海女ちゃん）的意思之外，還有代表「不成熟的小孩子（甘ちゃん）成長起來」的意思。
天野秋（能年玲奈）以外，「故鄉篇」的其他主要角色於2012年9月6日的記者會上公布，「東京篇」的則於翌年2013年1月18日的記者會上公布。

### 創作意念
編劇宮藤官九郎對晨間劇記憶源於1976年的《雲之絨毯》，那時他非常喜歡看晨間劇，每天上學前都必定追看。在2011年11月，宮藤曾到岩手縣久慈市視察，當時尚未決定以哪裏作為故事舞台。他在那裏得知當地海女、地區鐵路（三陸鐵道北谷灣線）、琥珀等人事物存在，再者認為「雖然在我看來這裏有很豐富的材料，但當地人視之為理所當然的感覺真好」，便決定以該地為故事舞台。

## 劇情概要

### 第1部：故鄉篇（第1集至第72集）

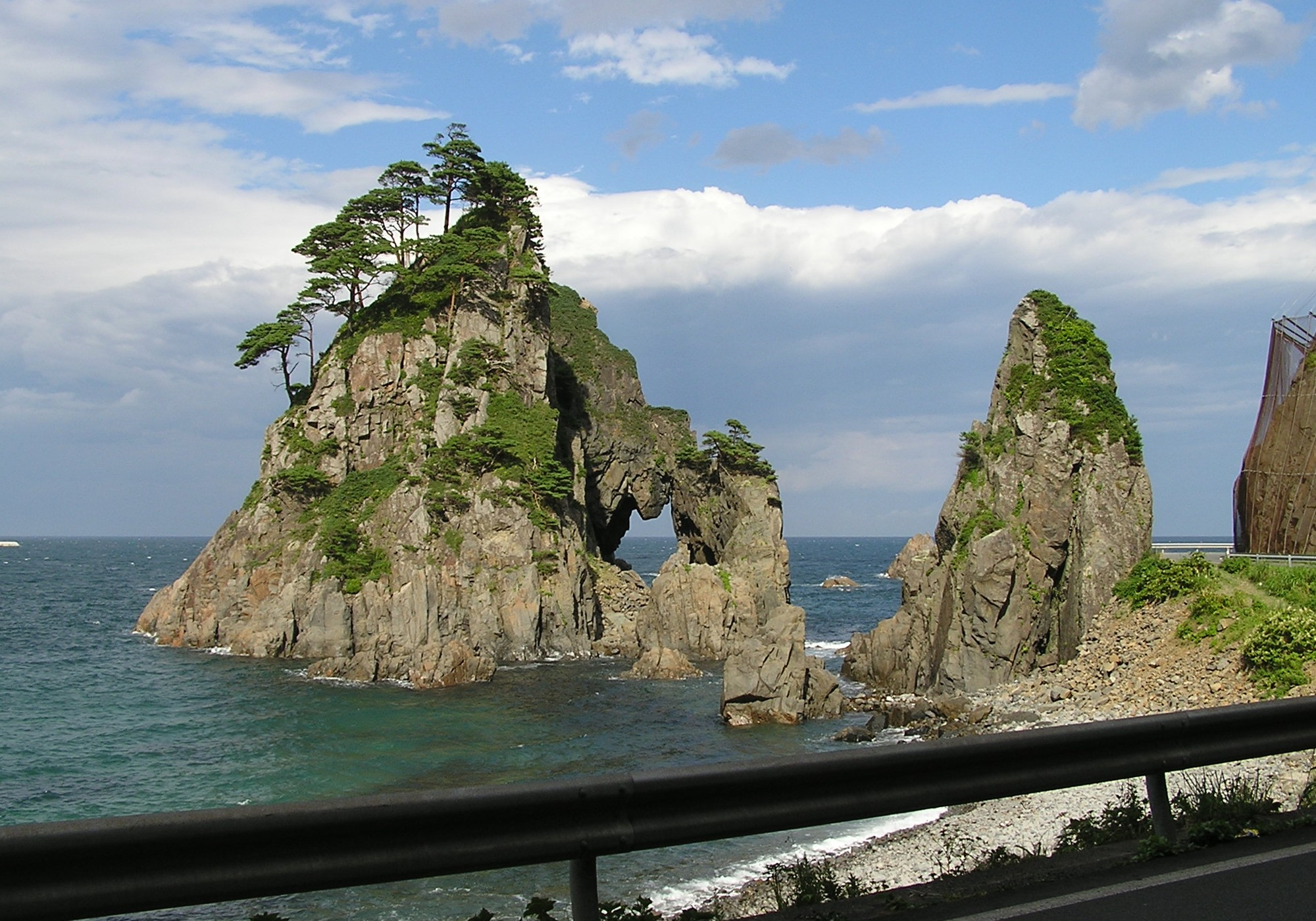
故鄉篇外景拍攝地：久慈市小袖海岸

女主角天野秋（能年玲奈飾）生於東京都，是一名高中生。2008年暑假，她母親天野春子（小泉今日子飾）得知祖母天野夏（宮本信子飾）病危的消息，因此相隔24年，帶同女兒小秋再度回到故鄉北三陸市袖濱（虛構地方）。然而發現夏婆婆病危的消息只是她青梅竹馬的北三陸車站站長大向大吉（杉本哲太飾）騙他的，真相是為了振興故鄉，希望春子成為人手短缺的「北之海女」繼承人。這時來自東京的小秋對身邊北三陸的人事物都感到相當新鮮。其中衝擊最大的，就是海女潛水的英姿，讓她決心當上海女。然而，24年前離家出走上京的春子跟夏婆婆吵完一架後執意立刻回東京，但最終因小秋而暫時留下。小秋的父親黑川正宗（尾美利德飾）亦因此搬到北三陸，跟希望離婚的春子一起居住。小秋自己也認識了對東京充滿憧憬，志願當上偶像的足立結衣（橋本愛飾）。
大吉為振興故鄉，舉辦了「北鐵小姐」選美活動，結果由結衣成為第一代「北鐵小姐」。小秋也專注於海女的訓練，當中波折重重。兩人的影片上載至觀光協會的官方網站，然後為兩人而來的觀光客蜂擁而至，令北三陸的遊客數目上升至前所未見的境界。這時小秋的祖父天野忠兵衛（蟹江敬三飾）從遠航歸來。在小秋生日那天，祖父不小心透露春子其實當年曾夢想當上偶像。春子一心反對小秋加入演藝界，小秋卻在聽過母親演唱《潮聲的回憶》一曲之後，跟結衣組成「潮聲的回憶」組合並在人前演唱此曲，開始演藝生涯。而收看國民偶像鈴鹿博美主演的電影《潮聲的回憶》而滿是感動之後，小秋慢慢對演藝界產生興趣。
在故鄉的這段期間，小秋受到結衣的哥哥足立洋（小池徹平飾）的表白，也對高中的學長種市浩一（福士蒼汰飾）一見鍾情，卻陷入到跟種市、結衣之間的三角戀情裏面。
當時，在小秋他們身邊有一個從外地來的琥珀學徒水口琢磨（松田龍平飾），其實是來自著名大型經紀公司「Office Heartful」的星探，因公司老闆荒卷太一（古田新太飾）又被稱為「太卷」的指示而潛伏到北三陸，觀察有偶像潛力的小秋和結衣。結衣偶然發現水口的真正身份，因水口的邀請而企圖離家出走到東京，但大吉因不想失去振興故鄉的關鍵人物而及時阻止。小秋為了鼓勵因不能上東京而消沈的結衣，在海女咖啡廳舉辦活動，並瞞着春子，再度跟結衣結成「潮聲的回憶」組合表演。發現此事的春子一怒之下在眾人面前打了小秋，小秋在此時表達了要當上偶像的決心。
小秋和結衣受到「Heartful」老闆太卷的直接邀請，企圖再次離家上京。雖然以失敗告終，但感受到小秋決心的海女們卻轉而支持他們上京。水口亦再到北三陸再次請求簽約，唯春子仍然強烈反對。其後，春子得知夏婆婆仍為25年前沒有為自己女兒着想而耿耿於懷，在夏婆婆為此道歉之後，兩人終於修回舊好，春子也不再反對小秋她們的東京之行。小秋在眾人送行之下乘火車離開，但結衣卻因父親足立功（平泉成飾）突然因病倒下而不能出發。小秋的東京之行因此變成了她的一人之旅。

### 第2部：東京篇

#### 前半（第73集至第133集）

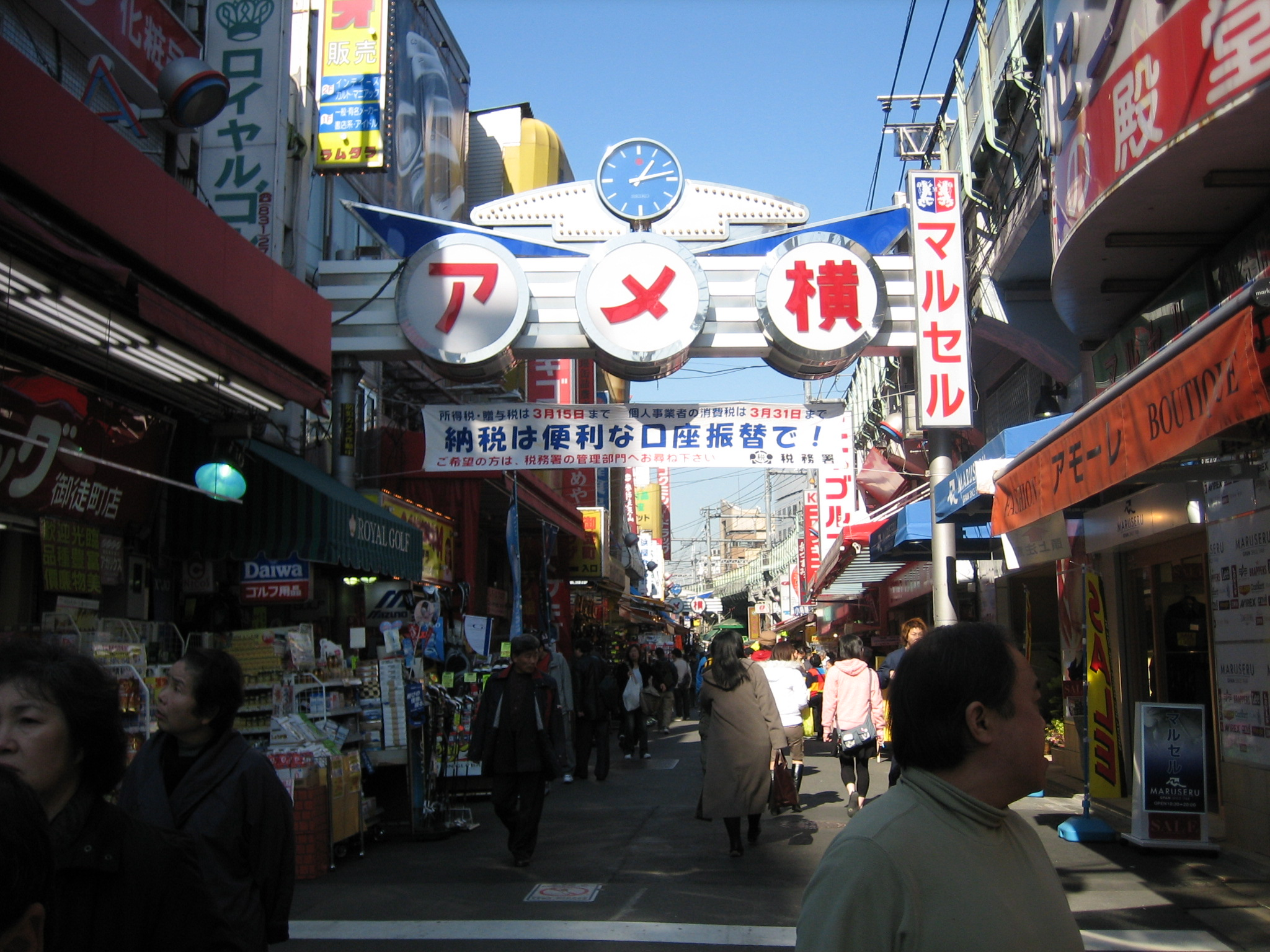
東京篇外景拍攝地——上野阿美橫丁，劇中虛構女子組合「阿美橫女學園」的根據地

2009年夏季，17歲的小秋相隔一年，回到了東京的上野站。小秋加入的偶像組合「GMT47」成員只有6人（因而組合名後改為「GMT6」)，是當紅組合「阿美橫女學園」（アメ横女学園芸能コース，簡稱）的姊妹組合。由於感受到眾人對自己的期望遠遠低於沒來的結衣，又發現離婚後的父親有了新情人，所以在嚴峻的現實面前相當提不起勁。不過，之後跟GMT的成員熟絡起來，遇上自己一直憧憬的著名女演員鈴鹿博美（藥師丸博子飾），又巧遇到東京闖江湖的安部小百合和初戀對象種市浩一，漸漸習慣在東京的生活。雖然荒卷指定小秋擔任「阿美橫女學園」的中心成員有馬惠（足立梨花飾）的影子（意即替補成員），但遲遲未獲上台表演的機會。雖然如此，在荒卷的引薦下，小秋竟成為了鈴鹿博美的助理。
小秋在到東京兩個月後，荒卷舉辦了「國民投票」活動，「阿美橫女學園」及「GMT6」共46人中的最後6名將會被解雇。雖然小秋幸免於難，但她是GMT當中排名最低的一個。而在鈴鹿引薦下獲得演出電視劇的機會後，卻因NG 40次而被鈴鹿嫌棄，之後還被荒卷責罵。心灰意冷的小秋在過年時回到北三陸。此時的結衣因為媽媽失蹤，爸爸病倒而感到走投無路，自暴自棄而變成不良少女。小秋跟結衣吵了一架，又發現自己在電視劇中雖然有露臉，但說的唯一一句台詞卻被剪掉，灰心之下躲在故鄉而不願回東京。水口為了帶小秋回東京而追到北三陸，讓她聽了自己、GMT成員、鈴鹿博美等人的電話鼓勵留言，隨後小秋跟結衣和好，小秋因此重拾心情後回歸東京。回京途中，小秋讀了媽媽春子寫給她的信，從中得知春子曾受荒卷所託，擔任對音準全無概念的音痴鈴鹿博美的幕後代唱，亦因為這樣，春子年輕時歌手的夢想最後無疾而終。
由於有馬惠在「國民投票」中排名大跌，太卷抓緊機會寫了GMT的出道單曲。在GMT即將出道之際，有馬卻因身陷醜聞報導而被迫畢業離團，GMT出道之事因而告吹。小秋一氣之下找太卷理論，質問他是否因為自己是天野春子的女兒，所以對GMT諸加阻撓。太卷亦直認不諱，表示只要小秋一天在他的公司，她就一天不得翻身，然後會將她解雇。春子得知此事後，親身到東京找太卷抗議，成功讓他收回成命，出道的預備工作亦得以繼續進行。然而，春子在聽過GMT出道單曲《回到故鄉吧》（地元に帰ろう）的試聽帶後，發現小秋的歌聲被電腦調整而感到相當不滿，表示會讓小秋辭職不幹；小秋也因不想成為GMT的包袱而退出。還沒有放棄的春子，跟前夫正宗開了小秋的個人經紀公司——「3J Production」。
因維護小秋而從「Office Heartful」辭職的水口，也加入了「3J Production」。在他和春子的努力之下，小秋成為兒童節目《找出來破壞》（見つけてこわそう）的主持，逐漸打開知名度，甚至成為補習班的代言人。根據代言的合約，小秋是禁止談戀愛的，但是她在此時對卻重燃對種市學長的愛火，他們兩人開始交往並向周遭保密。另一方面，太卷為了挽救GMT的人氣，想要翻拍電影《潮聲的回憶》，並以成員小野寺薰子（優希美青飾）作主角，但和鈴鹿商量後決定用選角會的方式甄選主角，知道此消息的小秋也去參加甄選。在第一階段當天早上，夏婆婆病倒了。春子隨即回北三陸看夏婆婆，而小秋因為鈴鹿力保，得以參加最終階段甄選，和小野寺競爭後成功成為女主角。電影開拍後，在戲中擔任小秋母親的鈴鹿為了讓小秋入戲，住進小秋家和她一起生活。在鈴鹿的指導下小秋順利演完電影，在殺青當日，春子也回到東京。之後在小秋錄主題曲時，太卷找來鈴鹿並藉機向她坦白當年請春子幕後代唱的事，太卷和鈴鹿同時向春子道歉，三方和解。2011年，電影上映後，鈴鹿要求加入「3J Production」。

#### 後半（第133集至第156集）
2011年3月11日發生了東日本大震災。原本預計在翌日舉行的小秋及GMT的合作演唱會因此中止，以海為舞台的電影《潮聲的回憶～母女之島～》也因此在上映一週後就急遽下檔。小秋即使確認北三陸的朋友們都安全無恙，但對於災害仍然顯得憂心忡忡。在6月時，小秋終於決定中斷她在東京的工作，獨自回到北三陸，親眼看見當地的災情，然後決定要重建故鄉和海女咖啡廳。
即使復興之路困難重重，但眾人在夏的激勵之下，團結一心奮鬥。為了招攬遊客，小秋決定重新當上地方偶像。與此同時，安部及種市回鄉，地方鄉親再度集合，共同勞動增加城鎮的收入。小秋跟結衣表明要重新開始潮聲的回憶組合的活動，但對地震所帶來的破壞而耿耿於懷的結衣一開始拒絕了。為了讓組合重新復活，水口搭上座席列車上回到北三陸，想盡辦法鼓勵結衣。同時來到東北地方作慰問演出的GMT特地繞路過來北三陸探訪小秋，事後結衣向小秋坦承，自己其實依然想當偶像，看到好友及新人偶像都已出道，對於自己的毫無作為感到相當不甘心，結衣下定決心重新開始，與小秋重組「潮聲的回憶」組合。結衣的父親足立功恰巧參與北三陸市長的競選活動，「潮聲的回憶」組合參加的第一個活動，就是替結衣的父親宣傳造勢，最後結衣的父親順利當選市長。
震災過後一年，鈴鹿希望在海女咖啡廳開展慈善演唱會。於是小秋及一眾志願者開始著手重建海女咖啡廳，加快北三陸的復興活動。與此同時，春子親自指導鈴鹿歌唱，但鈴鹿卻受不了春子的嚴厲指導方式，在演出前一個月私下動身赴北三陸，並借住在天野家中。
在開海日前夜祭，鈴鹿的演唱會開始。但跟小秋他們當初的擔憂相反，鈴鹿的演唱不僅沒有走音且相當出色，得到滿堂喝采。在演唱會結束之後，荒卷及鈴鹿、再結前緣的大吉及安部和同樣再婚的小秋雙親三對伴侶進行共同婚禮儀式。
次日開海節，以還清重建海女咖啡廳的負債為目標，海女們格外努力地捕捉海膽。原本在震災後只行駛北三陸站至袖濱站的北鐵，在市長足立功的敦促之下，終於能行駛到畑野站。同時，觀光座席列車也再度開始行駛，「潮聲的回憶」組合正式復活。在鼎盛的初次演出之後，小秋與結衣在畑野站下車，結衣提議用雙腳親自走一趟預計在明年重新通車的北鐵畑野後段路線。她們漸漸跑到袖濱的防波堤上，最後在末端的燈塔一同歡笑著望著大海，全劇在此結束。

### 第64屆紅白歌唱大賽特別篇（第157集「我要上紅白喔」）
在小秋和結衣决意重振北三陆之的一年半后，小秋與GMT5的成员參加了第64回NHK紅白歌合戰（第64屆紅白歌唱大賽）的演出。小秋敲响了开始的铜锣并做了定例的自我介绍。然后在现场直播中，令人怀念的梨明日小酒吧的人们也出场了，而且，铃鹿也意外地出现在北三陆。接著阿美女和GMT5现场表演了《日历上的十二月》。小秋并向电视前的結衣邀请一起来表演。結衣隨後搭乘北铁和正宗的計程車前往了东京NHK大厅。两人以潮聲的回憶组合名义演唱了《潮聲的回憶》。結衣终于实现了在东京以偶像身份出道的愿望。更为奇迹的是，应该在北三陆的春子和铃鹿也接連出場，演唱了《潮聲的回憶》。最後梨明日的人们和阿美女及GMT5的成员也加入，共同合唱了《回到故乡吧》，偶像評論家響一郎化身為歌迷，在台下替台上的眾人加油打氣。在小秋誓言总有一天要再和人们再见的同时，以大团圆作為此集的结局。
以上述劇情為主軸的第157集，實際上為此屆紅白歌唱大賽安排的《小海女》特別篇。《小海女》在日本播出後廣受好評，因此全劇演員以特別嘉賓的身分，參與此次特別篇的演出，所有演員都以劇中角色的名字登台表演。飾演夏婆婆的宮本信子因擔任本屆歌唱大賽的評審，所以沒有參與演出。

## 角色表

### 天野家
- 天野秋：能年玲奈 （兼「東京篇」至第131集旁白）（粵語配音：羅孔柔）

女主角。2008年，性格內向的她在高二16歲的暑假跟隨母親第一次去北三陸，受到外婆的影響而決心成為海女。在北三陸居住的期間，跟好友結衣組成地區的偶像組合「潮聲的回憶」，成功打開知名度。一年後更被星探發掘，因而回到東京加入由著名經紀公司籌劃的偶像組合「GMT47」（後改名為「GMT5」）。311大地震後，為了重振家鄉而返回岩手縣。
- 天野春子：小泉今日子（粵語配音：黃玉娟） （兼「東京篇」第132集後段起的旁白，年輕時期：有村架純；粵語配音：黃昕瑜）

小秋的母親。1984年夏季，當時18歲的春子為了追尋成為偶像的夢想，孤身一人前往東京，但花費五年時間都未能完夢。之後跟正宗邂逅並結婚，仍然留在東京居住。2008年帶着女兒小秋回到睽違24年的故鄉，雖然最初不斷反對女兒成為海女和偶像的決定，但是感受到女兒的決心後轉為極力支持，更為女兒設立經紀公司「3J Production」。
飾演天野春子年輕時期的有村架純為2017年上半年的第96部晨間劇《雛鳥》女主角。
- 天野夏：宮本信子（粵語配音：雷碧娜）（兼「故鄉篇」旁白，年輕時期：德永繪里；粵語配音：何璐怡）

小秋的外婆，人稱「夏婆婆」（夏ばっぱ），是北三陸當地的海女，也是海女會的會長。
- 黑川正宗：尾美利德（粵語配音：潘文柏）（年輕時期：森岡龍；粵語配音：周倚天）

小秋的父親。在東京當計程車司機。因巧合兩次接載春子而相識，後來結婚。但是在2008年聖誕節正式離婚。於2011年與春子再婚。因工作關係曉自衛術，廚藝也好像不俗。
- 天野忠兵衛：蟹江敬三（粵語配音：陳永信）

小秋的外公。遠洋鮪釣船船員，因長年遠航捕魚，一年裏只有10日能夠回到北三陸跟夏婆婆相聚。意外地相當時髦，愛好科技玩意。

### 足立家
- 足立結衣：橋本愛（粵語配音：凌晞）

北三陸高中的學生，是當地的美少女，小秋在回到故鄉後認識的第一名好友。自幼的志願是希望能到東京成為藝人的結衣，在獲選擔任北鐵小姐後，又與小秋合組偶像團體「潮聲的回憶少女組」，但卻因種種波折上京之路難以如願，並一度受挫變成不良少女，自暴自棄。311日本大地震後，經小秋的鼓勵，再次和她組成「潮騷的回憶」組合，並協助父親足立功成為市長，重建故鄉。在本篇中，因各種不同的事故（食物中毒、父親病危、母親離家出走、地震等等），一直未曾到過東京，直到紅白特別篇時才初到東京。
- 足立洋：小池徹平（粵語配音：李凱傑）

結衣的哥哥，人稱：「暖爐男」。原本是在東京工作，但僅兩個月後就受挫回鄉，之後在觀光協會中負責官方網站和海女咖啡廳的工作。曾將小秋首次捕捉海胆的影片上載至觀光協會網站而令小秋爆紅。對小秋抱持著愛慕之情。
- 足立功：平泉成（粵語配音：朱子聰）

結衣的父親。曾經從事教職，並曾擔任過天野春子、大向大吉等人導師的足立功原本是縣議會議員，在劇情中段一度病倒，後來在震災後成功當選市長。
- 足立芳江：八木亞希子（粵語配音：梁少霞）

結衣的母親。曾在岩手縣當地的電視台擔任主播，婚後引退成為專職主婦。在丈夫病倒後，曾因無法承受壓力而離家出走，令結衣不能上京。

### 北三陸海女協會
- 今野彌生：渡邊惠里（粵語配音：伍秀霞）

海女的一員。與丈夫在鎮上經營「今野時裝店」，曾經當過爵士樂歌手的彌生相當擅長歌唱，常獨佔小酒吧的卡啦OK唱台並擔任過小秋與結衣兩人的歌唱老師。人稱「噪音婆婆」。
- 長內勝枝：木野花（粵語配音：袁淑珍）

海女的一員。擅長計算，人稱「四眼會計婆婆」。
- 熊谷美壽壽：美保純（粵語配音：沈小蘭）

海女的一員。有過很多情史，但至今仍單身，人稱「費洛蒙婆婆」。原本喜歡水口，但得知他來北三陸的目的只是為了發掘小秋及結衣，沒有和自己交往的打算後大失所望。之後與一名孟加拉男性交往。
- 安部小百合：片桐入（粵語配音：林丹鳳）

在小秋加入前為眾海女最年輕的一個，人稱「小安部」，同時也在漁協任職。擅長料理，尤其熱愛核桃丸子湯（まめぶ）。後來接下推廣核桃丸子湯的任務，遠赴東京擺攤。地震後返回北三陸為重振當地努力。

### 北三陸市
- 大向大吉：杉本哲太（粵語配音：招世亮）（年輕時期：東出昌大；粵語配音：黃積權）

北三陸站的站長，實質上也是一眾北鐵同事的領頭人物。曾與小百合結婚，但婚姻僅半年就告吹。認真率直且為了振興地方觀光產業不遺餘力。對酒精非常敏感所以完全不能喝酒，即使只有一滴也會喝醉。單戀著青梅竹馬的春子。完結篇時與小百合再婚。
- 吉田正義：荒川良良（粵語配音：陳卓智）

北三陸站的副站長。毒舌，個性略為輕浮，但很得大吉的信任。在2010年跟栗原結婚。
- 菅原保：吹越滿（粵語配音：馮錦堂）（年輕時期：落合扶樹；粵語配音：關令翹）

觀光協會會長，但對推廣觀光產業相當消極，所以身為學兄的大吉時常責備他。中學時，曾是天野春子交換日記的對象。
- 栗原栞：安藤玉惠（粵語配音：吳羨婷）

觀光協會的職員。曾與洋交往，後來跟吉田結婚並育有一女。
- 小田勉：塩見三省（粵語配音：馮志輝）（年輕時期：齋藤嘉樹；粵語配音：周倚天）

熱中於挖掘琥珀的老爺爺，存在感較低。是天野夏的同學，眾人從其口中得知夏婆婆年輕時也是北三陸的偶像。
- 今野篤：菅原大吉（粵語配音：林保全）

今野服飾店的老闆。彌生的丈夫。
- 長内六郎：緒方義博（粵語配音：黃子敬）

漁會的現任會長。勝枝的丈夫。
- 花珠子：伊勢志摩（粵語配音：許盈）

頂替安部成為海女的成員，有兩個女兒，是位單親媽媽，人稱「白婆婆」。
- 種市浩一：福士蒼汰（粵語配音：張裕東）

小秋就讀北三陸高中潛水土木科時的學長。性格正直，擅長潛水。畢業後原本在東京的建設公司工作，但後來因為懼高症而辭職。因緣際會下在無頼鮨壽司店當學徒。原來是結衣的男友，後來轉而與小秋交往。在2011年的夏天回到家鄉，參與災後重建工作。
- 磯野心平：皆川猿時（粵語配音：劉昭文）

北三陸高中潛水土木科的教師。

### 東京的人們
- 鈴鹿博美：藥師丸博子（粵語配音：陸惠玲）

兼具清純氣質及演藝實力的演員，大受歡迎的歌曲《潮聲的回憶》就是她的出道作。實際是音痴一名，當年由春子在幕後代唱，但她本人並不知情。小秋最初以她為偶像，後來則成為她的助手。雖然鈐鹿本人非常支持小秋，但私下性格相當古怪而且是很我行我素的人，沒給周遭的人少添麻煩。及後加入「3J Production」成為春子旗下藝人，為改善歌喉接受過春子的指導，最終於地震後的慈善演唱會以自己的聲音演唱《潮聲的回憶》。是次演出歌聲動人，令春子與太卷懷疑她其實並非音痴，只因不想當歌星，而一直以假裝來避免遭事務所強推。
- 荒卷太一：古田新太（粵語配音：葉振聲）

經紀公司「Office Heartful」的社長，人稱「太卷」，是個成功的製作人。1985年時曾找春子作為鈴鹿的代唱，間接破壞了春子的夢想，此事從此成為二人心中的刺，並因此於2009年給當時的旗下藝人小秋通往偶像之路增添一點變數。及後被小秋的演技感動，最後也跟天野母女和解。跟鈴鹿的關係一直不為人知，直到震災後才正式曝光和結婚。
- 河島耕作：MAGY（粵語配音：劉奕希）

「阿美橫女學園」的首席經紀人，GMT的專屬經紀人。
- 水口琢磨：松田龍平（粵語配音：李鎮然）

經紀公司「Office Heartful」的經紀人兼星探，而後加入「3J Production」成為小秋專屬的經紀人。在北三陸曾經以勉爺爺的學徒身分，混入一眾地方民眾之中，伺機觀察有偶像資質的小秋和結衣。在東京原先負責GMT的事務，而後加入「3J Production」成為小秋與鈴鹿的經紀人。故事後期返回北三陸，以「3J Production」的北三陸分所長身分決心在地方經營偶像團體「潮聲的回憶」，同時再次成為勉爺爺的學徒。
- 入間詩織：松岡茉優（粵語配音：張頌欣）

以「故鄉」為主題的偶像組合「GMT」的隊長。出身自埼玉縣。於眾成員中，較有為成為偶像的自覺。於「國民投票」中得到第41位的排名，計畫收拾行李準備回故鄉，然而好友宮下卻在此時被發現與男友正在熱戀，違反了公司的禁止戀愛法，而宮下也自願被公司開除以示負責，使得她的排名升上了39位得以繼續留在奈洛。
- 遠藤真奈：大野絲（粵語配音：陳皓宜）

GMT的成員。雖然曾是福岡縣地區偶像組合「不孝娃娃」的成員，但實際上卻是出身自佐賀縣。77話中代替身體狀況不佳的阿美女成員成田丽奈上台演出。視力不好，在宿舍時幾乎都配戴眼鏡。於「國民投票」中以第26位的排名升格為阿美橫女組的一員。
- 成田丽奈：水濑祈（粵語配音：成瑤孆）

「阿美橫女學園」的成員。15歲。77話時因為身體狀況不佳，由GMT的遠藤真奈代為上台演出。在“國民投票”中排名跌至第39位，被貶入了奈洛。
- 宮下步美：山下莉緒（粵語配音：魏惠娥）

GMT的成員。出身自德島縣。自稱19歲，但實際上年紀比隊長入間詩織大，和入間的關係較好。於「國民投票」中排名第29位，後因被揭發有男友，在事業和愛情中選擇了後者而自願離隊，亦因為這樣才令原本要出局的入間得以留在GMT。但因為入間不能接受這樣的結果，兩人大吵了一架，她被入間推倒在地，對於自己一度懷疑是入間洩漏和男友交往一事感到後悔，並且向入間道歉。故事後期已婚並有了孩子。
- 喜屋武愛倫：藏下穗波（日语：蔵下穂波）（粵語配音：黃淑芬）

GMT的成員。出身自沖繩縣浦添市，當說出沖繩方言時，北三陸中無人聽得懂。是第一個到訪天野家及北三陸的GMT成員。
- 小野寺薰子：優希美青（粵語配音：何寶珊）

GMT中最年幼的成員，也是眾人中名氣最高的一位，父母對其要進演藝圈一事爭論不休甚至鬧到離婚，她為此感到相當苦惱，於「國民投票」中以第20位的排名升格為阿美橫女組的一員。曾在《潮騷的回憶》女主角選秀會中，與小秋競逐至最後二人。出身自宮城縣。
- 薇若妮卡：齊藤安里奈（日语：斎藤アリーナ）（粵語配音：何璐怡）

在小秋離開GMT後加入的成員。出身自山梨縣。日本和巴西的混血兒。
- 有馬惠：足立梨花（粵語配音：何璐怡）

「阿美橫女學園」的center（中心成員）。個性高傲且不服輸，非常看不起位在奈洛的GMT成員，在2009年的國民投票中排名跌至38名，貶入了奈洛組，搬到真心女子第二宿舍與小秋等人同住，後更因為和男友的醜聞曝光，被公司以提前畢業為名義解僱。
- 響一郎：村杉蟬之介（粵語配音：李錦綸）

電腦不離身的宅男偶像迷，對於演藝圈的發展相當了解，常有一針見血的評論。春子每次見到他，總是故意叫他「響屁郎」或「響板郎」。真實身份是偶像評論家。
- 梅頭：皮耶爾瀧（粵語配音：劉昭文）

壽司店「無賴鮨」的師傅，曾經指導來東京後放棄潛水的種市。鈴鹿是其壽司店的熟客。
- 甲斐：松尾鈴木（粵語配音：陳廷軒）

春子年輕在東京時曾在他經營的原宿老牌咖啡館「偶像」工作，對偶像非常瞭解。他也是見證春子和政宗感情發展的人。

## 剧中原创设定及部分特殊用语
以下就部分故事内的设定及用语做简单介绍。

### 北三陸市
北三陆市是本作第一部的舞台，设定是一个位于岩手县三陸海岸的小渔村。以在世界最北端进行海女渔业及北三陸铁道的列车便当是当地有名的观光資源。名产是「核桃丸子湯」（まめぶ汁）及琥珀。
原型是岩手县久慈市及其周边的洋野町、田野畑村等地，并忠实的将其反映在了作品中。但剧中北三陆市的海岸，与现实中浪蚀台式的三陆海岸完全不同，学術上称作谷湾。

#### 北三陸铁道谷湾线
1984年7月1日開通的第三部门铁道。通称「北铁（きたてつ）」。因本線（北三陸站 - 宮古站）的開通，虽自北三陸出发可以抵达東京、但开通以来24年因为汽车的普及导致其经营状况不景气、岩手县議会也常有废线的动议。通过「北铁小姐竞选」「和式宴会列車」等活动在促进其的利用率提高。吉祥物是以岩手地图形状为蓝本的「リアス先輩」。
原型是三陸铁道北谷湾線，劇中登場的车型该线的36-100形。另，北谷湾线的開通日为1984年4月1日。
现实中三陆铁道運营中的路線「南谷湾线」在劇中则被描绘为其他公司经营的「南三陸铁道谷湾线」。

#### 北三陸站
「北三陸铁道谷湾线」北端终點站。站内有站務室，候车室及「谷灣咖啡廳」（リアス）（晚上为日语发音同样的小酒家「梨明日」）。
另，为了让学生活用等车时间设置了自修角、命名为「学習站」。从站厅到月台，需要用天桥穿越JR的線路。
原型是三陸铁道久慈站，撮影時只使用了其外观。站厅内部为布景。

#### 北三陸观光协会
足立洋、菅原、栗原等工作的当地观光協会、办公室位于北三陸站前大楼的一间屋子。定例召开「K3NAP（为北三陆做些什么）会议」会議。与大吉及漁協・海女俱乐部研讨如何招徠观光客。
協会内部虽是布景，但外观是久慈站前真实存在的「久慈站前大厦」，此地已经成为了本剧爱好者的观光圣地。因大楼建于50年前，楼体老旧，在2013年11月的久慈市中心市街地活性化基本计划中决定拆除。因此，2014年4月之后会正式开始施工，但截至2018年9月仍未動工。

#### 袖浜海岸
天野家所在的北三陸市渔民村落、「北之海女」在此活动。2009年7月1日，由漁協改装，为了贩卖飲食・本地名産品・举办活动等的「海女咖啡廳」开业。
原型是久慈市的小袖海岸，居民分居在山坡上及海岸边两地。劇中也采用了同样的設定。天野家住在山坡上的一侧。实际中久慈市漁協小袖支所也是当地的简便邮局、劇中忠实再现了这一情形。

#### 袖浜海岸站
袖浜地区最近的火车站、北三陸站的下一站。劇中設定位于山坡集落的内部。
但实際上小袖海岸並沒有鐵路，亦無火车行駛（僅有班次不多的巴士會行經當地）、拍摄地在小袖海岸直線距離南15㎞处的堀内站（普代村）。

#### 畑野站
足立家最近的一站。劇中設定为农村。从北三陸出发约1小时车程。是第4集中小秋，结衣初次见面的舞台、第53集中的和式宴会列車的折返处。更是潜水班学员送别種市的場所。本篇结局中也作为和式宴会列车的折返站、小秋结衣一同走过的前方不通線路。
拍摄地位于田野畑站、距离久慈約50分钟车程，位于村郊地段。

#### 北三陆高中
北三陸市内的一所高中。有分普通科及潜水土木科。潜水土木科教授传统潜水法「南部潜水」。
实际上，虽有从北三陸站原型久慈站可以用自行车通学的高中岩手县立久慈高等学校。但只有普通科。位于洋野町的岩手县立種市高等学校则拥有继承了「南部潜水」技艺的「海洋開发科」。作为拍摄地其一，拍摄了「南部潜水」的实習场景。另、其他的校内场景拍摄于埼玉县立寄居城北高等学校。

#### 北三陸的方言
劇中，吃驚时常会说（je）。这是拍摄地岩手久慈市小袖地区实际生活中使用的感叹词、编剧宮藤官九郎在采风过程中，因为感到海女说的方言非常有趣而在剧本中予以采用。这基本只是小袖地区渔民间使用的方言。久慈市内其他地方基本不使用。同样的感嘆詞在日本东北地域有不同的表现、如盛岡市周边的（ja）、宮古市周边的（za）、大槌町周边的（da）。仙台话地域中，自大船渡市到宫城县气仙沼市使用（ba）。岩手县的某地方节目，用了上記的盛岡话感嘆詞，为（Jajaja TV）。
除此之外，劇中还使用的很多其他方言，例如：（bappa，意：婆婆）。但剧中所使用的方言较实际的久慈小袖当地方言，仍有一定差异。这些劇中的方言在NHK盛岡放送局的小海女官方网站上可以阅览到。

#### 追忆如潮
由小秋与结衣组成的，旨在促进北三陸经济活性化而結成的当地偶像组合。
小秋的衣装由海女传统服饰絣半纏搭配褶边，以红色为基調并搭配有写有“北之海女”的头巾。结衣衣装的主色调则为蓝色的北三陆铁道服装搭配褶边和一顶小車长帽子。衣装设计是由结衣所考量，制作者为其母芳江。因为和式宴会列车等活動的影响，两人都受到了岩手当地电视节目的采访。另，東日本大震災後活動再開，改名为「追忆如潮II」。

#### 海女的幸運繩
是海女在海胆漁休渔期间的兼职。由花巻提议，并在勉叔的指導下由海女俱乐部製作，于北三陸站及海女咖啡廳贩卖。设计象征着大海，并装饰有琥珀。
除小秋曾从種市处收到的一根外，另在向東京出发前在海女俱乐部的海女们手中收到4根，总计收到了五根手绳并戴在了手上。当结衣父亲・功在病愈之时及得知震災時北三陸人们無事时等，小秋身边的人发生什么好事的时候会断一根。
震災後，因材料費不足及为了復興祈願，利用冲上岸的渔网制作了新款手绳。

### Office Heartful
荒卷担任社長的演艺事务所。创建于1991年、最初是荒卷为了其恋人鈴鹿所设立的個人事務所，但翌年左右鈴鹿自身退社。之后，由小做起，逐步成为了一间大型事务所（第21週剧情内的説明）。除位于澀谷的本部，在阿美橫町的劇場边也有一间事務所。2008年，作为「阿美橫女學園」的制作公司，将其培育成优秀的偶像组合。也在筹划作为阿美橫女的姐妹组合「GMT47」的相关事项。对所属的艺人严禁恋爱。

#### 阿美橫女學園
荒卷人制作人的人气偶像组合。通称「阿美橫女」。
以中心为首，是一个阶级制偶像团体。後述的国民投票之前，从常规成员的20名中选出含中心的前8名称「阿美橫女八賢传」。
如若成员因身体不适无法出演，从GMT47成员中挑选名为「影子」的代演者。
阿美橫女結成3周年的2009年，举行了对象为含GMT6人共46人的排行，名次在41位以下的成员予以解雇的所谓「国民投票」的人气投票。此后制度改为常规成员20名，能参加跨年表演的替补10名，最后是补欠的「奈落組」共10名成员。

#### GMT47→GMT6→GMT5
荒卷發案的由全国各地地方偶像中所选拔的偶像组合。于东京的上野和品川募集东西日本的当地偶像。并自称为“偶像的甲子园”。“GMT”指代日语（Jimoto，意即「故乡」）。标志为代表北海道、本州、四国、九州、冲绳的大小5颗星。
实际上是阿美橫女的替补队员。平常在剧场地下的“奈落”工作室独自训练，还得做阿美橫女表演的幕后工作。从47都道府县中招募偶像的方针事实上并不顺利，最终只有小秋等6人前往了东京。因此改名为“GMT6”开始活动。后，因与男性交往之事暴露，宫下步美離團。国民投票中降入奈落组的有马惠因丑闻，以“畢业”名义解雇。剩下的5人以“GMT5”的名称，以新曲《回到故乡吧》出道。因荒卷的小动作，小秋也进而退出本团，由薇若妮卡代替。荒卷认真组织后，人气有所上升。
在训练及艺能活动之外，小秋等5人在“朝日奈学园艺能班”学习，2010年全员高中毕业。成员当时住在真心第二女子宿舍，并在水口经纪人的指导下生活，但在CD出道后宿舍地址被粉丝发现，便移居到了较好的单间公寓。
演出者实际均为当地出身的艺人。关于人选，训霸圭（节目制作人）为此举行了海选，方针为“方言要地道”。
其名称、风格均类似現實中存在的AKB48，荒卷甚至连容姿也类似于秋元康（AKB48總製作人）。但训霸表示“并没有特定的偶像组合原型”。GMT47也没有实际出道的想法。不過，當本劇播送完畢幾個月後，熱潮尚未退卻時，AKB48的營運方突然宣佈開展AKB48 Team 8計劃，要從全國47個都道府县中，每地挑選一人組成，其組成方式與GMT47一模一樣。這不但如训霸圭所表示般，未有彷照AKB48，更反而像是AKB48從GMT47身上取經，成為了一時佳話。而扮演小秋的能年玲奈則表示，为了演出，参考了桃色幸运草Z及本作也有共演的小泉今日子、药师丸博子的偶像时代。

#### 東京江户剧场
位於上野阿美橫的阿美橫女學園的专用劇場。由荒卷命名，源自東京晴空塔的名称候補之一「東京江户塔」。舞台下是后台（奈落）兼工作室。GMT训练，正規成员公演换装等均在此处。撮影的外观及入口前的楼梯等为阿美橫中心大厦（劇場内场景为原宿的Astro Hall劇場）。

#### 真心第2女子宿舍
位于东京谷中的GMT成员宿舍。最初是GMT用、後奈落組部分成员也在此共同生活。是一座由Office Heartful购入并改造的古民家，木造2层高，且相当老旧。没有澡堂，公用厕所，冰箱。2楼为偶像们的宿舍。虽仍有空房，但水口认为会有越来越多的人入住，使得每个房间相当促狭。4畳半的屋子内设置上下床，最大可居住3人。1楼为入居者的談話室，食堂，厨房。玄关附近为水口的房间。GMT成员CD出道後，宿舍地址被粉丝发现，因此将宿舍搬至了别处。
外观为谷中的大名時計博物館（内部为布景）。

### 3J事务所
春子为了脱离Office Heartful的女儿小秋亲自成立的個人艺能事務所。起初，春子任社長，小秋为所属艺人、正宗任司机，办公室设在世田谷的正宗自宅客厅。公司的资本为正宗的储蓄，多余的钱买了老板椅。举行了多次经纪人面试，最后雇用了Office Heartful的GMT前負責水口。後，鈴鹿也加入本社。3J意即3个J（JJJ），表示（jejeje）。标志为「(‘jjj’)/」。震災後、水口为了复合「追忆如潮」组合希望移住北三陸，以此为契机春子任命其为本社岩手北三陸支社長、小酒馆梨明日为窗口对「追忆如潮」的演艺活动予以管理（第145集）。

### 剧中剧
由於電視劇的內容是以日本的演藝圈為背景，因此在劇中曾出現過數個虛構的電影或電視節目。
电影《追忆如潮》
劇中設定為知名女星鈴鹿博美1986年的賣座電影及同名主題曲。
兒童節目《找出來破壞》
《找出來破壞》（見つけてこわそう）是一個由具有魚類專業背景的藝人魚君主持的電視兒童節目，並聘請了小秋擔任助理。節目主旨是教導小朋友要愛護東西，不要任意的破壞它們。

## 原創歌曲和配樂
《小海女》的主題曲以及大部份配樂都是由大友良英作曲的。在該劇4月1日首播前，已完成的曲目達到130首；在5月之前曲目數目更已超過200首。
雖然一般來說，所有配樂都是在電視劇開始播放前完成的，但是這次則是4月開播之後仍然繼續製作工作。大友良英在網誌表示，這樣有能夠一邊參考觀眾的反應一邊作曲的好處。前半部份的配樂都是在2012年9月至2013年1月期間於NHK506錄音室等地方錄製。

### 主題曲
主題曲由大友良英作曲，帶有斯卡曲風和摺鉦等元素，是一首純音樂。就純音樂這點，大友解釋在劇裏已有不同的新歌舊歌出現，所以用純音樂作為主題曲可以「每天都聽不厭」，並說「像做出令人精神的味噌湯的感覺完成了這首曲子」。
雖然能夠在該劇的官方網站上收聽主題曲，但這首歌依然在電話鈴聲下載排行榜上奪得首名。此外，有一些2013年東京都議會議員選舉的候選人和政黨擅自在其街宣車上播放這首歌曲，大友在網誌上表示「請想成為政治人物的人不要再將流行曲用在選舉用途上」。雖然並無條例明文禁止使用，但部份候選人因此不再用這首歌作宣傳。

### 插曲
- 《潮聲的回憶》（潮騒のメモリー）

（作詞：宮藤官九郎，作曲：大友良英、松原幸子（Sachiko M））
在戲裏的設定為著名女演員鈴鹿博美出道電影作品《潮聲的回憶》的同名主題曲，由飾演主角的鈴鹿（藥師丸博子）自己演唱，為1986年的大熱歌曲。這首歌對女主角小秋想成為偶像的決定影響極大。小秋的媽媽春子（小泉今日子）在第7週「我的媽媽有段歷史」中演唱過這首歌，小秋和結衣也曾組成「潮聲的回憶」組合並翻唱這首歌。
這首歌在同年7月31日以「天野春子（小泉今日子）」名義發行單曲CD。
- 《月曆上是十二月》（暦の上ではディセンバー）

（作詞：宮藤官九郎，作曲：大友良英、松原幸子、江藤直子、高井康生）
在戲裏的設定為荒卷太一擔任製作人的當紅偶像組合「阿美橫女學園」的第三張單曲作品，也是「阿美橫女」首張銷量破百萬的單曲。實際演唱這首歌的是五人女子組合babyraids，以及在戲裏飾演成田里奈的動畫配音員水瀨祈。
6月29日以「阿美橫女學園」名義在網上發行，8月21日實際演唱者babyraids發行單曲CD。
- 《回到故鄉吧》（地元に帰ろう）

（作詞：宮藤官九郎、作曲：Sachiko M／大友良英）
在戲裏，最初是因為有馬惠在國民投票中排名大跌，荒卷太一為了抓住這個話題性，為有馬惠與GMT的組合量身訂作的曲子；而後有馬惠因醜聞而退出，這首便成為GMT的出道曲。

### 其他
- 《南部潛水員》（南部ダイバー）

（作詞、作曲：安藤睦夫）
北三陸高中潛水土木科愛唱的歌曲，小秋初次轉入潛水土木科時，老師磯野、種市浩一、與全班一起合唱此曲。這首歌實際上是岩手縣立種市高等學校海洋開發科的傳承歌曲。

## 獎項

### 電視
| 大賞名稱                               | 獎項              | 得獎者                               |
| -------------------------------------- | ----------------- | ------------------------------------ |
| 第51回放送批評懇談會銀河賞             | 電視部門大獎      |                                      |
| 第51回放送批評懇談會銀河賞             | 2013年9月度月間獎 |                                      |
| 東京國際戲劇節2013                     | 本賞（連續劇）    |                                      |
| 東京國際戲劇節2013                     | 最佳女主角        | 能年玲奈                             |
| 東京國際戲劇節2013                     | 最佳女配角        | 小泉今日子                           |
| 東京國際戲劇節2013                     | 最佳劇本          | 宮藤官九郎                           |
| 東京國際戲劇節2013                     | 最佳導演          | 井上剛                               |
| 東京國際戲劇節2013                     | 最佳製作人        | 訓霸圭                               |
| 東京國際戲劇節2013                     | 特別獎            | 大友良英（配樂）                     |
| 第78回日劇學院賞                       | 最佳作品          |                                      |
| 第78回日劇學院賞                       | 最佳女主角        | 能年玲奈                             |
| 第78回日劇學院賞                       | 最佳女配角        | 小泉今日子                           |
| 第78回日劇學院賞                       | 最佳劇本          | 宮藤官九郎                           |
| 第78回日劇學院賞                       | 最佳主題曲        | 《潮聲的回憶》                       |
| 第78回日劇學院賞                       | 特別獎            | 大友良英（配樂）                     |
| 第23回TV LIFE年度戲劇大賞2013          | 最佳女主角        | 能年玲奈                             |
| 第23回TV LIFE年度戲劇大賞2013          | 新人賞            | 能年玲奈                             |
| 第38回Élan d'Or Award                  | 新人賞            | 能年玲奈、福士蒼汰、橋本愛、東出昌大 |
| 第38回Élan d'Or Award                  | 特別賞            | 《小海女》制作團隊                   |
| 第22回橋田賞                           | 新人賞            | 能年玲奈                             |
| 第68回日本放送映畫藝術大賞（放送部門） | 最佳作品          |                                      |
| 第68回日本放送映畫藝術大賞（放送部門） | 最佳新人賞        | 能年玲奈                             |
| 第68回日本放送映畫藝術大賞（放送部門） | 最佳女配角        | 小泉今日子                           |
| 第68回日本放送映畫藝術大賞（放送部門） | 最佳劇本          | 宮藤官九郎                           |
| 第68回日本放送映畫藝術大賞（放送部門） | 最佳音樂          | 大友良英（配樂）                     |
| 第40回放送文化基金賞                   | 優秀賞            |                                      |
| 第17回日刊體育日劇大賞                 | 最佳女主角        | 能年玲奈                             |

### 音樂
| 大賞名稱                   | 獎項                                                                            |
| -------------------------- | ------------------------------------------------------------------------------- |
| 第55屆日本唱片大獎         | 作曲獎 大友良英 - 《小海女主題音樂》、《潮聲的回憶》 Sachiko M - 《潮聲的回憶》 |
| 第26屆Music Pen Club音樂獎 | 最佳演唱會演出獎（大友良英&《小海女》Special Big Band）                         |

### 其他
| 大賞名稱                      | 獎項                                                       |
| ----------------------------- | ---------------------------------------------------------- |
| 2013U-CAN新語・流行語大賞     | 年間大獎（劇中台詞「jejeje」）                             |
| 年度女性2014（Hit Maker部門） | 準大獎（岩倉暢子：日本放送協会デザインセンター映像設計部） |
| 第4屆拍攝地點計劃大獎         | 大獎                                                       |
| 岩手縣地域振興表彰            |                                                            |
| 第41屆伊藤熹朔賞              | 電視部門本賞                                               |

## 迴響

### 收視率
根據Video Research的數據，《小海女》第一集的收視率在關東地區為20.1%，關西地區則為14.6%。這集的收視率比同一時段上一作品《純與愛》的首集收視19.8%要高，也是自2006年的《芋頭、章魚、南瓜》再次有晨間劇首集收視破20%。其後除了第5週，每週平均收視率都超過20%。
作家龜和田武和偶像評論家中森明夫曾在《每日新聞》上就該劇的高收視作分析對談，龜和田認為該劇「對話節奏很好，很明快」「以東北的舞台的電視劇必須加入搞笑元素」，中森則認為「劇本濃厚的密度相當好」「走了面向傳統主要的年長觀眾的家庭劇路線之餘，也走了喜歡次文化、偶像等人想要看的青春路線」。然而，關西地區的收視方面，起碼比關東低了4至5個百分點，即使跟之前的晨間劇相比，差距仍相當激烈。除了故事舞台位於東北，跟關西相隔甚遠之外，也有意見指出比起編劇宮藤官九郎的淡淡搞笑喜劇，關西人似乎更需要「濃烈的東西」。

### 排行榜

#### 音樂
《小海女主題曲》的長版本（あまちゃん オープニングテーマ／ロングバージョン）在2013年5月10日起在開放網上下載。發行首日在RecoChoku手機鈴聲日榜上取得冠軍，其後在5月15日－21日的週榜上取得第2名，在5月22日－29日的週榜上取得冠軍。根據《日刊體育》的報導引述RecoChoku相關人士所講，純音樂能夠打進前十名已屬罕見，奪得冠軍更是令人難以置信。此外，6月19日發行的專輯《晨間小說連續劇「小海女」原聲帶》在發行首星期賣出約1.2萬張，取得7月1日Oricon公信榜的第5名，成為該榜第十張取得頭五名的電視劇原聲帶專輯，也是首張打進前十名的晨間劇原聲帶專輯。《小海女》原聲帶專輯的首星期銷量為上年同時期的《小梅醫生》（約2,500張）的六倍。
插曲方面，分別在同年6月9日和7月2日起於RecoChoku和iTunes Store開放下載的《月曆上是十二月》，發行首日在兩個網站的單曲下載排行榜都取得首名。另外，另一首插曲《潮聲的回憶》由同年7月20日起開放下載，取得RecoChoku週榜（7月17日－23日）的首名。在7月31日發行的單曲CD也在8月1日－3日連續三天取得Oricon公信榜的日榜冠軍，其後再憑約7.8萬張的首週銷量取得週榜亞軍。配合《小海女》在台灣的播映，台灣的環球音樂（實際發行公司為子公司上華唱片）於2014年1月17日以數位上架（網路付費下載／播放）及實體CD的方式，發行包含了此單曲在內的台壓版電視原聲帶。

#### 其他
該劇第二本觀看指南（NHKドラマ・ガイド　連続テレビ小説　あまちゃん　Part2）於同年7月30日發行，發行首星期賣出約1.5萬本，因而在Oricon書籍排行榜的電視節目相關部門上取得首名。這是首次有觀看指南取得該榜首名。
在Oricon於2013年7月公布的「2013年上半年最爆紅女演員」問劵調查中，飾演女主角小秋的能年玲奈位列第一，飾演她好友結衣的橋本愛則位列第二。同月公布結果的「2013年上半年最爆紅男演員」問劵調查中，飾演小秋的初戀情人種市浩一的福士蒼汰亦取得第一名。

### 經濟效應
故鄉篇的外景拍攝地岩手縣久慈市在同年首個長假期黃金週（4月27日－5月6日）錄得約11萬4800名觀光旅客，約是去年同一時期的兩倍。劇中出現的「核桃丸子湯」（まめぶ汁）、「海膽飯」等商品亦受到《小海女》的影響，銷情甚佳。另外，在戲裏出現的「久慈琥珀」因知名度提高，東經連商務中心（東経連ビジネスセンター）決定支援久慈琥珀的發展，目標成為高級品牌。旅遊公司近畿日本旅客（近畿日本ツーリスト）更在久慈市的觀光物產協會和廣域觀光協議會等組織幫助下，於2013年6月至9月期間組織旅遊團。對於這一系列由《小海女》造成的經濟效應，有傳媒稱之為「海女經濟」（アマノミクス），名字取自第2次安倍內閣一系列經濟政策的常用稱呼「安倍經濟學」（アベノミクス）。
根據岩手銀行智庫岩手經濟研究所的估算，《小海女》對岩手縣當地的漣漪效應約為32億8400萬日圓，合共有465人因該劇而得以就業。因此，該劇的經濟效應比於盛岡市舉辦的東北六魂祭2012的22億700萬日圓還要大。

### 其他影響
《小海女》開播後，Twitter上已有不少由觀眾繪畫的相關插畫。大約在6月1日左右，有不少職業漫畫家以「#海女畫」（#あま絵）、「#海女畫祭典」（#あま絵祭り）等標籤上傳《小海女》插畫，包括高田明美、小浪詔子、秀樂沙鷺（ひうらさとる）等等，突然在Twitter上形成熱潮。其中小浪詔子更向女主角能年玲奈送了一張小秋的插畫。
《小海女》播出後讓不少早起的上班族的「藍色星期一」不藥而癒，因此在9月大結局播出後，有網民表示「從今天起我八點再也爬不起來了」、「沒有幹勁」、「我心已燃燒殆盡」、「好寂寞、我心好痛」，被稱為「小海女失落症候群」（あまちゃんロス症候群，簡稱）。
NHK破例決定在10月14日起播出《小海女》精選，其DVD預約數量更達以往NHK晨間劇DVD數量的十倍。

## 播放歷史和收視
| 章節                                                           | 週數 | 集數    | 播放日期 （2013年） | 中文譯                   | 日文副標題 | 導演       | 每週最高 單集平均收視率 |
| -------------------------------------------------------------- | ---- | ------- | ------------------- | ------------------------ | ---------- | ---------- | ----------------------- |
| 第1部份 故鄉篇                                                 | 1    | 1-6     | 4月1日－4月6日      | 我喜歡這片大海！         |            | 井上剛     | 20.1%                   |
| 第1部份 故鄉篇                                                 | 2    | 7-12    | 4月8日－4月13日     | 我不想回東京去           |            | 井上剛     | 20.6%                   |
| 第1部份 故鄉篇                                                 | 3    | 13-18   | 4月15日－4月20日    | 我交了好多朋友！         |            | 吉田照幸   | 22.0%                   |
| 第1部份 故鄉篇                                                 | 4    | 19-24   | 4月22日－4月27日    | 我想抓海膽               |            | 井上剛     | 20.9%                   |
| 第1部份 故鄉篇                                                 | 5    | 25-30   | 4月29日－5月4日     | 我喜歡學長！             |            | 梶原登城   | 19.5%                   |
| 第1部份 故鄉篇                                                 | 6    | 31-36   | 5月6日－5月11日     | 我的外公大鬧家裡         |            | 吉田照幸   | 20.4%                   |
| 第1部份 故鄉篇                                                 | 7    | 37-42   | 5月13日－5月18日    | 我的媽媽有段歷史         |            | 梶原登城   | 20.8%                   |
| 第1部份 故鄉篇                                                 | 8    | 43-48   | 5月20日－5月25日    | 我心跳不已               |            | 吉田照幸   | 20.2%                   |
| 第1部份 故鄉篇                                                 | 9    | 49-54   | 5月27日－6月1日     | 我的慘痛失戀             |            | 西村武五郎 | 21.6%                   |
| 第1部份 故鄉篇                                                 | 10   | 55-60   | 6月3日－6月8日      | 我會被星探發掘嗎？       |            | 梶原登城   | 20.5%                   |
| 第1部份 故鄉篇                                                 | 11   | 61-66   | 6月10日－6月15日    | 我想當偶像！             |            | 吉田照幸   | 22.2%                   |
| 第1部份 故鄉篇                                                 | 12   | 67-72   | 6月17日－6月22日    | 我要到東京去！           |            | 井上剛     | 22.0%                   |
| 第2部份 東京篇                                                 | 13   | 73-78   | 6月24日－6月29日    | 我掉進地獄               |            | 井上剛     | 22.6%                   |
| 第2部份 東京篇                                                 | 14   | 79-84   | 7月1日－7月6日      | 我成了大牌女明星的助理   |            | 吉田照幸   | 21.0%                   |
| 第2部份 東京篇                                                 | 15   | 85-90   | 7月8日－7月13日     | 我的不仁不義戰爭         |            | 西村武五郎 | 22.1%                   |
| 第2部份 東京篇                                                 | 16   | 91-96   | 7月15日－7月20日    | 我的媽媽有段歷史2        |            | 梶原登城   | 20.6%                   |
| 第2部份 東京篇                                                 | 17   | 97-102  | 7月22日－7月27日    | 我悲傷不已               |            | 梶原登城   | 22.2%                   |
| 第2部份 東京篇                                                 | 18   | 103-108 | 7月29日－8月3日     | 我要回故鄉去？           |            | 井上剛     | 22.8%                   |
| 第2部份 東京篇                                                 | 19   | 109-114 | 8月5日－8月10日     | 我的心再次點火           |            | 吉田照幸   | 22.4%                   |
| 第2部份 東京篇                                                 | 20   | 115-120 | 8月12日－8月17日    | 我婆婆的戀愛之旅         |            | 桑野智宏   | 22.9%                   |
| 第2部份 東京篇                                                 | 21   | 121-126 | 8月19日－8月24日    | 我們的大逆轉             |            | 梶原登城   | 23.9%                   |
| 第2部份 東京篇                                                 | 22   | 127-132 | 8月26日－8月31日    | 我和媽媽的潮騷的回憶     |            | 吉田照幸   | 22.8%                   |
| 第2部份 東京篇                                                 | 23   | 133-138 | 9月2日－9月7日      | 我想見大家！             |            | 井上剛     | 23.1%                   |
| 第2部份 東京篇                                                 | 24   | 139-144 | 9月9日－9月14日     | 我果然還是喜歡這片大海！ |            | 桑野智宏   | 22.6%                   |
| 第2部份 東京篇                                                 | 25   | 145-150 | 9月16日－9月22日    | 我們永遠懷抱著夢想       |            | 西村武五郎 | 27.0%                   |
| 第2部份 東京篇                                                 | 26   | 151-156 | 9月23日－9月28日    | 我們熱情如火！           |            | 井上剛     | 24.1%                   |
| 本篇平均收視率：20.6% （收視率由Video Research於關東地區統計） |      |         |                     |                          |            |            |                         |
| 红白特别篇                                                     | -    | 157     | 12月31日            | 我要上红白喔！           |            | -          | 50.0%（片段统计）       |

## 外部連結
- NHK官方網站（頁庫存檔）（日語）
  - 劇情簡介 （日語）
  - 北三陸觀光協會官方網站（頁庫存檔）（日語）
  - Office Heartful官方網站（頁庫存檔）（日語）
- NHK盛岡官方網站（頁庫存檔）（日語）
- 香港無綫電視官方網站 （页面存档备份，存于）（繁體中文）
- 互联网电影数据库（IMDb）上《小海女》的资料（英文）